# جلفا (جمهوری آذربایجان)
جلفا (به ترکی آذربایجانی: Culfa، به ارمنی: جوغا Ջուղա) شهری مرزی است در جمهوری خودمختار نخجوان جمهوری آذربایجان.
ارمنیان این بخش را «هین جوغا» به معنی جلفای کهنه می‌نامند. شهر جلفا مرکز استان قدیمی یرنجاک ارمنستان بود. در منطقهٔ باستانی هین جوغا دشتی از سنگ‌های کنده‌کاری‌شدهٔ باستانی به نام چلیپاسنگ (خاچکار) موجود بود.
در سال ۱۶۴۸ ده هزار چلیپاسنگ در گورستان قدیمی جلفا شمارش شد. دولت جمهوری آذربایجان به ویران‌سازی برنامه‌ریزی‌شدهٔ آثار ارمنی دست زده و در سال ۱۹۷۳ تنها ۲٬۷۰۰ از این چلیپاسنگ‌ها در منطقه به جا مانده بود.
در سال ۱۹۹۸ از شاهدان عینی این‌سوی مرز یعنی از سوی جلفای ایران گزارش شد که اهالی جمهوری آذربایجان با بلدوزر بقیهٔ چلیپاسنگ‌های باستانی را نیز ویران و با خاک یکسان کردند. گزارشی از سال ۲۰۰۳ از ویرانی کامل منطقهٔ باستانی هین‌جوغا خبر می‌دهد.

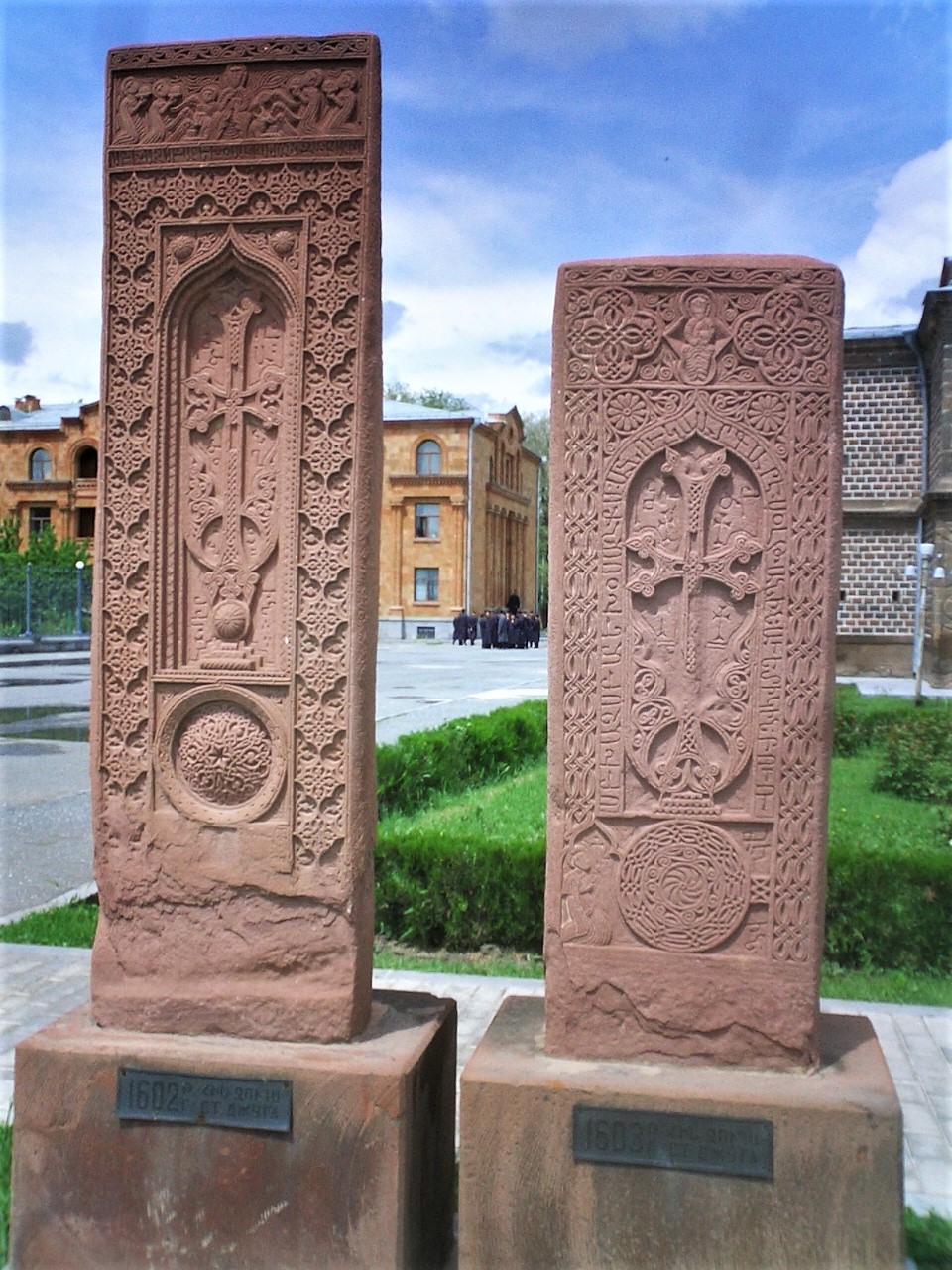
دو خاچکار واقع در ناحیه جلفا متعلق به سال‌های ۱۵۰۳ و ۱۶۰۲ میلادی که پیش از ویران‌کردن از گورستان جلفا برداشته شده و هم اکنون در شهر اچمیادزین قرار دارند

شهر جلفا (جلفای ایران و نخجوان) از آنجا که مورد تجاوز مکرر عثمانی‌های قرار می‌گرفت به دستور شاه‌عباس بزرگ تخلیه شد و ساکنان آن به شهرهای مرکزی ایران مهاجرت کردند. در زمان جنگ ایران و روسیه طی عهد نامه ترکمنچای جلفا نخجوان از حاکمیت ایران خارج و در حاکمیت روسیه درآمد.